# マクシミリアン・フォン・ヘッセン＝カッセル
マクシミリアン・フォン・ヘッセン＝カッセル（ドイツ語：Maximilian von Hessen-Kassel, 1689年5月28日 - 1753年5月8日）は、ヘッセン＝カッセル家出身の元帥。

## 生涯
マクシミリアンはヘッセン＝カッセル方伯カールとアマーリア・フォン・クールラントの九男として生まれた。父、カールは1713年にマクシミリアンのためにベツィガーオーデ領を購入した。1721年にルートヴィヒ・アイテルの死と共にヘッセンのリンジンゲン家の男系が断絶し、その封土であったイェスベルク領がヘッセン＝カッセル方伯家に戻された。1723年にマクシミリアンは父よりリヒャーオーデ領およびフンツハウゼン村とともにイェスベルク領を与えられた。同年、マクシミリアンはベツィガーオーデを前宰相ニコラス・ヴィルヘルム・ゴッダオイス（1646年 - 1719年）の未亡人アマーリエ・エリーザベト・ドーヴィル（1676年 - 1752年）に売却した。マクシミリアンはその収益を使ってイェスベルクのトライスバッハの地に小さなバロック様式の宮殿を建設し、イェスベルクの南東で現在はイェスベルクの国有林となっている地に成長した4人の娘のために「プリンツェシンガルテン」という庭を作った。また、マクシミリアンは情熱的な音楽家で、自ら宮廷楽団を維持していたため借金を抱えていた。
1720年、ヘッセン＝ダルムシュタット方伯エルンスト・ルートヴィヒの娘フリーデリケ・シャルロッテ（1698年 - 1777年）と結婚した、この結婚はヘッセン＝カッセルとヘッセン＝ダルムシュタットの関係回復を象徴するものであったが、これはフリーデリケ・シャルロッテの派手な生活のためにかえって悪化した。

## 子女
マクシミリアンと妃フリーデリケ・シャルロッテの間に以下の子女が生まれた。
- カール（1721年9月30日 - 1722年11月23日）
- ウルリケ・フリーデリケ・ヴィルヘルミーネ（1722年10月31日 - 1787年2月28日） - 1752年にオルデンブルク公フリードリヒ・アウグスト1世と結婚。
- クリスティーネ・シャルロッテ（1725年2月11日 - 1782年6月4日） - 1765年4月17日からヘルフォルト修道院の修道女、1766年7月12日からヘルフォルト女子修道院長補佐。
- マリア（1726年2月25日 - 1727年3月14日）
- ヴィルヘルミーネ（1726年 - 1808年） - 1752年にハインリヒ・フォン・プロイセンと結婚。
- エリーザベト・ゾフィア・ルイーザ（1730年11月10日 - 1731年2月4日）
- カロリーネ（1732年 - 1759年） - 1753年にアンハルト＝ツェルプスト侯フリードリヒ・アウグストと結婚。